# EHP – Verlag Andreas Kohlhage
Der Verlag EHP – Verlag Andreas Kohlhage wurde 1986 als Edition Humanistische Psychologie in Köln von Anna und Milan Sreckovic sowie Laura Perls gegründet. Der Verlagssitz war von 2002 bis 2016 in Bergisch Gladbach und wurde 2016 nach Gevelsberg verlegt.

## Programm
Der Verlag ist spezialisiert auf die Veröffentlichung von Literatur zur Angewandten Psychologie mit dem Schwerpunkt Humanistische Psychologie: Einerseits publiziert der Verlag zu therapeutischen Verfahren (Gestalttherapie, Personzentrierte Psychotherapie, Existenzielle Psychotherapie), andererseits zur Organisationspsychologie (Organisationsentwicklung, Personalentwicklung, Unternehmensberatung).
Titel für das Fachpublikum werden ergänzt durch Sachbücher und Ratgeber. EHP ist im deutschsprachigen Raum der Marktführer für Literatur zum Gestaltansatz und weltweit einer der wenigen Verlag, die überwiegend Literatur aus diesem Umfeld publizieren.
Schriftenreihen sind u. a.: Edition Humanistische Psychologie, EHP-Handbuch Systemische Professionalität und Beratung, EHP-Kompakt, EHP-Organisation, EHP-Praxis, IGW-Publikationen in der EHP, Schriften der Bayerischen Akademie für Gesundheit e.V.
Neben dem Buchprogramm veröffentlicht der Verlag Fachzeitschriften in den Bereichen Therapie (Gestalttherapie, Hg. Deutschen Vereinigung für Gestalttherapie DVG), Pädagogik (Zeitschrift für Gestaltpädagogik, Hg. Gestaltpädagogischen Vereinigung GPV) und Organisationsberatung. (Profile Internationale Zeitschrift für Veränderung, Lernen, Dialog / International Journal for Change, Learning, Dialogue).

## Autoren
Autoren des Verlags sind u. a. Laura Perls, Paul Goodman, Jakob Levy Moreno, Lewis Yablonsky, Frank-M. Staemmler, Hans Peter Dreitzel, Gerhard Heik Portele, Stefan Blankertz, Ortrud Grön, Carl R. Rogers, Peter F. Schmid, Achim Votsmeier-Röhr, Bernd Schmid, Gerhard Fatzer, Edgar Schein und Irvin D. Yalom.

## Weblink
- Offizielle Website des Verlags